# Gregorio Paltrinieri
Gregorio Paltrinieri, född 5 september 1994, är en italiensk simmare.

## Karriär
Paltrinieri blev olympisk mästare på 1500 meter frisim i Rio de Janeiro 2016. Han har också vunnit två raka VM-guld på långbana på samma distans (2015 och 2017).
Vid Europamästerskapen i simsport 2021 tog Paltrinieri tre guld i öppet vatten-simning i grenarna 5 km och 10 km samt lagtävlingen. Han tog även silver på 800 och 1500 meter frisim och slutade i båda grenarna bakom ukrainske Mykhailo Romanchuk. Vid olympiska sommarspelen 2020 i Tokyo tog Paltrinieri silver på 800 meter frisim. Han tog även brons i herrarnas 10 km öppet vatten och slutade fyra på 1 500 meter frisim.
I november 2021 vid kortbane-EM i Kazan tog Paltrinieri guld på 800 meter frisim och silver på 1500 meter frisim. I juni 2022 vid VM i Budapest tog han fyra medaljer. Paltrinieri inledde med att ta guld på 1 500 meter frisim i långbana och satte ett nytt Europa- och mästerskapsrekord. Han tog därefter guld på 10 km, silver på 5 km samt brons i lagtävlingen i öppet vatten-simning.
I augusti 2022 vid EM i Rom tog Paltrinieri totalt fyra medaljer. I 50-metersbassängen tog han guld och noterade ett nytt mästerskapsrekord på 800 meter frisim med tiden 	
7.40,86 samt tog silver på 1 500 meter frisim. I öppet vatten-simning tog Paltrinieri guld i herrarnas 5 kilometer samt den mixade lagtävlingen tillsammans med Rachele Bruni, Ginevra Taddeucci och Domenico Acerenza. I december 2022 vid kortbane-VM i Melbourne tog Paltrinieri dubbla guld på 800 och 1 500 meter frisim.
I februari 2024 vid VM i Doha tog Paltrinieri silver i lagtävlingen i öppet vatten-simning och brons på 800 meter frisim.